# 八重岳通信所
八重岳通信所（やえだけつうしんしょ、英: Yaedake Communication Site) は、沖縄県本部町と名護市の八重岳にあるアメリカ空軍の通信施設。

## 概要
- 名称: 八重岳通信所 (Yaedake Communication Site)
- 場所：本部町（字大嘉陽、字辺名地）名護市（字勝山）
- 面積：37,000m2
- 管理：アメリカ空軍
- 用途：通信[1]

進入路沿いは桜祭りの桜の名所となっており、多くの観光客が訪れる。また「嘉津宇岳・安和岳・八重岳・自然保護区」のなかにある。
八重岳通信所には、アメリカ陸軍第58通信大隊とアメリカ空軍第18施設技術中隊が運営するマイクロ波と対流圏散乱・送受信機がある。第58通信大隊の司令部はキャンプ瑞慶覧のバクナー地区にある。
なお、この施設の使用目的は通信であることから、演習等は行われていない。

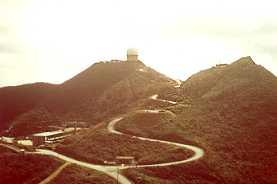
八重岳通信所のレドーム (1966年)

## 沿革
- 1950年 - 八重岳通信所として使用開始。
- 1977年2月28日 - 施設管理権がアメリカ陸軍からアメリカ空軍に移管。
- 1978年3月31日 - 不要水道管用地約8,000m2を返還。
- 1993年11月4日 - マイクロ回線中継所用地として海上自衛隊が共同使用を開始。
- 1994年9月30日 - 土地約192,000m2（第16回安保協事案に北側部分を加えたもの）を返還。
- 1996年7月26日 - 倉庫など建物約30m2と工作物を追加提供[2]。

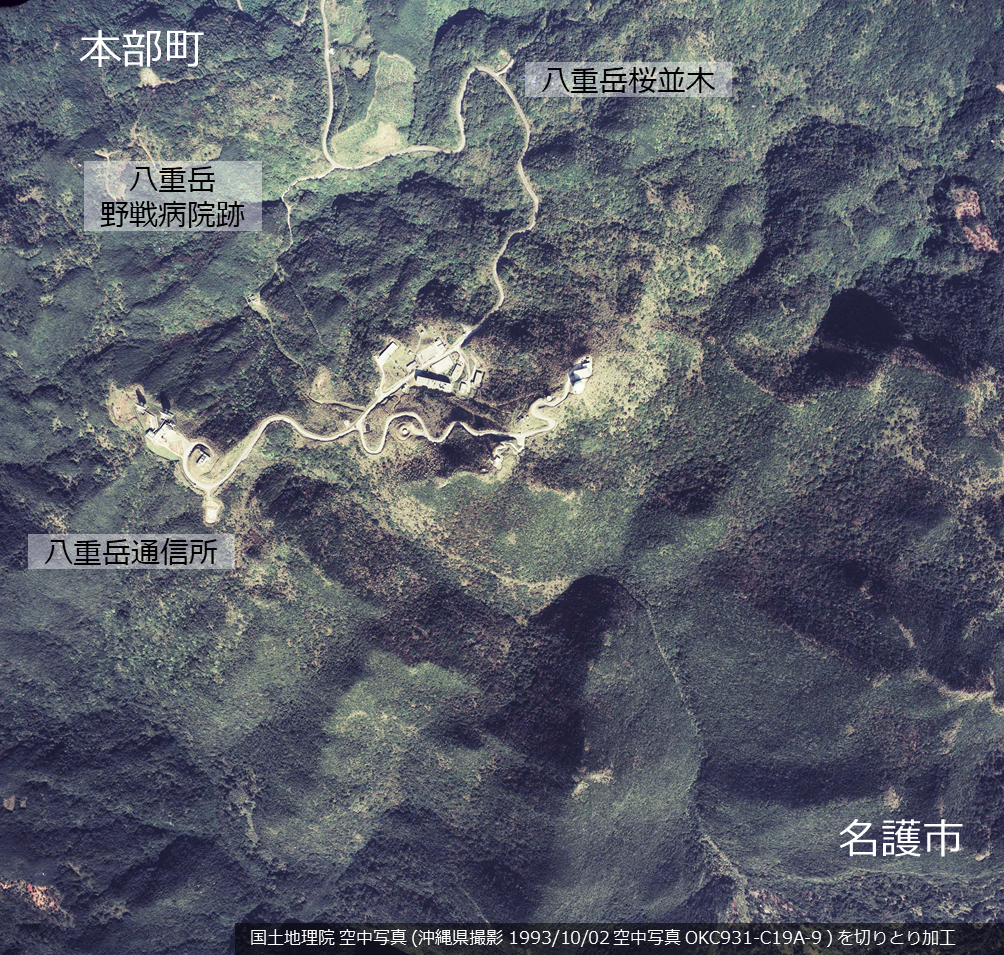
八重岳頂上付近の空中写真 (国土地理院 OKC931-C19A-9)

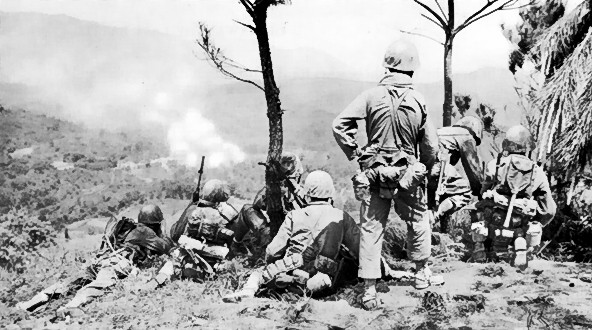
沖縄戦での八重岳の戦い

## その他
1991年8月、八重岳通信所の進入路沿いは桜の名所となっており、本部町は八重岳周辺を「桜の森公園」と位置付けている。基地が県指定天然記念物「嘉津宇岳・安和岳・八重岳・自然保護区」のなかにあるため、本部町は、八重岳返還軍用地跡地利用計画を策定している。
2021年11月26日、沖縄県本部町の八重岳の山頂付近で神奈川県から派遣された陸上自衛隊の部隊が電子戦を想定した訓練を行う予定で大型車両3台と小型車両1台が向かうが、市民の抗議で中止となった。通信機器を載せた大型車両は桜並木のえだを折り、本部署が物損事故として処理した。訓練では11月29日まで町有地の草地を使用する予定だった。